# Уфимский губернский статистический комитет
Уфимский губернский статистический комитет, до разделения в 1865 году Оренбургской губернии на Оренбургскую и Уфимскую губернии назывался Оренбургский губернский статистический комитет — правительственный (государственный) орган, осуществляющий сбор, обработку и публикацию статистических сведений. Располагался в городе Уфе.

## Образование комитета
Образован 21 марта (по старому стилю 9 марта) 1835 года при канцелярии гражданского губернатора Оренбургской губернии Николая Васильевича Жуковского. В этот день отправлен доклад Министру внутренних дел Российской империи об открытии в Уфе губеренского статистического комитета. По имеющимся неполным данным, статистический комитет в Уфе был открыт первым в России. Предположительно, организация статистического комитета была осуществлена стараниями Ивана Васильевича Жуковского, родного брата гражданского губернатора. И. В. Жуковский известен тем, что еще в 1832 году подготовил и опубликовал «Краткое обозрение достопамятных событий Оренбургского края, расположенных хронологически с 1246 по 1832 год», содержащий также статистические сведения о крае. В 1880 году эта книга была переиздана с примечаниями и дополнениями Уфимского губернского статистического комитета, в настоящее время больше известна под новым названием — «Краткое географическое и статистическое описание Оренбургской губернии».

## Цели и задачи, структура комитета
18 октября 1835 года — утвержден первый состав член-корреспондентов губернского статистического комитета:
1. Артюхов Константин Демьянович — директор Неплюевского военного училища, инженер подполковник;
2. Даль Владимир Иванович — чиновник по особым поручениям при Оренбургском военном губернаторе, надворный советник;
3. Мертваго Степан Борисович — отставной коллежский советник;
4. Нейман Даниил Федорович — Оренбургский губернский лесничий, коллежский асессор;
5. Покатилов Василий Осипович — наказной атаман Уральского казачьего войска, полковник;
6. Рокасовский, Платон Иванович — начальник штаба Отдельного Оренбургского корпуса, полковник;
7. Жуковский Иван Васильевич — отставной титулярный советник.

Члены комитета работали на общественных началах, и их деятельность ограничивалась доставлением в комитет копий отчетов, других официальных сведений по ведомству и согласование сформированных годовых отчетов губернатора. Сбор, обработка статистических сведений по губернии и представление в Министерство внутренних дел сводных отчетов, входило в обязанности одного из членов комитета, более других свободного от занятий служебными делами. Работу статистического комитет возглавлял сам губернатор, что свидетельствует о высоком статусе правительственного исполнительного учреждения.
Низовой аппарат статистической службы представляли административные чиновники полицейской управы: городские головы, уездные исправники, становые приставы, волостные старшины. В их обязанности входил сбор и начальная обработка полученных фактов — первичного статистического материала по характеристике отслеживаемых явлений. Сведения о естественном движении населения фиксировались священнослужителями и отчеты передавались по духовному ведомству. В большом объёме различная информация собиралась через ведомства и по частным заказам: материалы по путям сообщения, строительству, промышленности, просвещению. При этом в качестве регистраторов работали люди, не имевшие специальной подготовки. Даже самые добросовестные исполнители, не владея в достаточной степени необходимой методикой, допускали много ошибок в наблюдениях и обработке.
Губернский статистический комитет собирал сведения, проверял их, приводил в единообразный порядок, вносил их в табели по полученным от Статистического отделения Министерства формам, составлял по этим сведениям точные описания губернии в целом или отдельно некоторых отраслей хозяйства, промышленности и торговли. Правилами предусматривалось, что при производстве статистических работ чиновники должны были всегда начинать историческим обозрением прежнего состояния описываемой им части для сравнения его с настоящим. К тексту описаний, при необходимости, прилагались таблицы.

## Деятельность в первой половине XIX века
1837 году была определена и оформлена система годовой отчетности губерний. Круг вопросов, охватываемых ею ранее, был расширен, но социально-экономическая статистика была исключена из основного отчета о состоянии губерний. И только в 1842 году Министерство внутренних дел значительно расширило программу статистической отчетности губерний, введя в неё данные о важнейших областях экономической жизни (народонаселение, сельское хозяйство, промышленность, торговля и т. д.). Утверждённый образец годового отчета с приложением, состоящим из 27 таблиц, 7 марта 1843 года был разослан всем начальникам губерний (Письмо Департамента общих дел Министерства внутренних дел № 1514 от 7 марта 1843 года)
В центральном государственном историческом архиве Республики Башкортостан имеется достаточно большое количество материалов, подтверждающих активную работу Оренбургского губернского статистического комитета в первой половине XIX века. К ним относятся следующие регулярные статистические разработки: «Статистические сведения об экономическом положении уездов губернии», «Статистические отчеты о состоянии городов губернии», «Сведения о фабриках и заводах губернии», «Сведения о посеве и урожае хлебов», «Сведения о ярмарках и товарах, привозимых для продажи в города Оренбургской губернии», «Сведения о ценах на хлеб, фураж и продукты по уездам губернии», «Ведомости о количестве хлеба по запасным магазинам губернии», «Ведомости о торговых ценах по Оренбургской губернии», «Сведения уездных казначейств о капитале народного продовольствия по Оренбургской губернии». Архивные документы также свидетельствуют об организации и проведении 8-10 народных переписей (ревизских сказок). Особенно интересным является «Статистические отчеты о состоянии городов Оренбургской губернии за 1832—1840 годы» — подробный предшественник экономико-статистических паспортов городов.
В этот период появляются и первые статистические публикации. Книга И. Л. Дебу «Топографическое и статистическое описание Оренбургской губернии в нынешнем её состоянии» (М., Университетская тип., 1837) посвящена комплексному описанию Оренбургской губернии. В ней имеются разделы: пространство губернии, почвы, климат, главные реки и озера, горы и леса («род оных и употребление»), казённые и частные фабрики и заводы (время возникновения, наименование и количество продукции), кустарные промыслы, торговля и ярмарки, народонаселение. Основная часть книги — описание отдельных городов и крепостей. Статья Я. В. Ханыкова «Обозрение рудного производства частных Оренбургских заводов в 1838 году» (1841 год) является своего рода аналитической запиской состояния и развития одной отрасли производства. Используя систему показателей статистических отчетов того времени, Ханыков дает всестороннюю характеристику «рудного производства» в губернии. Статья содержит общие сведения по истории возникновения заводов и данные о состоянии заводов в то время. Приводятся данные о заработной плате и ценах на важнейшие виды потребляемых товаров и услуг. Также известны аналитические статьи Ханыкова «Географические очерки Оренбургского края» и «Материалы для статистики народонаселения Оренбургской губернии» опубликованные в 1853 году.
Штаб Оренбургского отдельного корпуса положил начало к публикации таких изданий, как адрес-календари. Первое такое издание было осуществлено в 1836 году и назывался «Адрес-календарь Оренбургского отдельного корпуса, Оренбургской губернии и Управления Оренбургского края по части пограничной с присовокуплением кратких статистических сведений 1836 года». Маленькая, «карманного» формата книжечка очень богато начинена самой разнообразной информацией. В ней представлено все начальство ветвистого древа местного военного, гражданского и духовного управлений. Имеются сведения об уровне развития образования и здравоохранения. Книжечка ценна и пятью статистическими ведомостями, графиком работы почты, метеорологическими наблюдениями. В таблице народонаселения представлена вся чрезвычайно пестрая сословная и национальная картина края. Очень интересны ведомости о посеве и урожае хлеба в губернии, о заграничной торговле на Оренбургской линии. Кто является инициатором такого типа издания, достоверно не установлено. Возможно, сам генерал-губернатор Василий Алексеевич Перовский — умный, образованнейший человек своего времени. Вместе с тем, можно смело утверждать об участии членов губернского статистического комитета в подготовке материалов для этого издания, которая стала традиционным с 1849 года.
Наиболее ценным и значимым событием башкирского края считается издание в Уфе книги В. М. Черемшанского «Описание Оренбургской губернии в хозяйственно-статистическом, этнографическом и промышленном отношениях» (1859г). Фактический материал книги очень богат. Содержит разделы: краткую историю края, краткое географическое описание, сведения о населении по ревизиям от 4-й до 8-й, население городов и уездов в 1850 году по полу, народностям и вероисповеданиям, число помещиков и крепостных крестьян, сведения об учебных заведениях, о лечебных учреждениях. Имеются данные о хозяйстве губернии: сведения о сельскохозяйственных культурах, орудиях обработки почвы, об агротехнике, о луговодстве, огородничестве, садоводстве, лесном хозяйстве и лесных промыслах, о пчеловодстве, торговле, о промышленности, рыболовстве и орудиях лова, о промысловых животных и об охоте, о путях сообщения. Современные авторы энциклопедических и исторических изданий до сих пор ошибочно считают вышеназванную публикацию Черемшанского первой книгой, изданной в городе Уфе.
Для истории статистики Башкортостана в первой половине XIX века важное место занимает сведения об авторах первых статистических трудов. Хотя они в своё время и занимались статистикой в связи со своими должностными обязанностями, современная историческая наука Башкортостана к профессиональным статистикам их не относит. И. В. Жуковский был городничим в городе Челябе, чиновником по особым поручениям при военном губернаторе в городе Оренбурге, чиновником при канцелярии гражданского губернатора в г. Уфе. Чиновниками при губернском правлении и гражданскими губернаторами Оренбургской губернии в разное время были И. Л. Дебу (1827—1832) и Я. В. Ханыков (1852—1857). В. М. Черемшанский преподавал агрономию в местной духовной семинарии.

## Деятельность во второй половине XIX века
В 1860 году в России утверждено новое «Положение о губернских статистических комитетах», по которому губернские статистические комитеты преобразуются из отделений канцелярии гражданского губернатора в самостоятельное учреждение. Основные задачи губернского статистического комитета заключались «…в установлении правильных, по требованию Правительства и указаниям Центрального статистического комитета, способов собирания точных сведений о количестве и качестве земель, народонаселения и производственных сил губернии, в проверке и обработке этих сведений по одинаковым методикам и формам, устанавливаемым Министерством внутренних дел…». По широкой программе нового положения комитеты должны были стать местными отделениями Географического общества. Административному учреждению одновременно отводилась роль научного центра в губернии, которая должна была способствовать объединению творческой интеллигенции.
Согласно новому положению в самостоятельном статистистическом комитете был сформирован постоянно действующий исполнительный аппарат: введены штатные должности секретаря комитета, его помощника и писца с денежным вознаграждением. В 1864 году должность секретаря статистического комитета занимает Н. А. Гурвич и проработал на этой должности до ухода в отставку в 1891 году.
В 1865 году огромная территория Оренбургской губернии была разделена на две самостоятельные губернии: Оренбургскую и Уфимскую.
Созданная в 1865 году новая Уфимская губерния нуждалась, прежде всего, в изучении и описании, в связи с чем губернский статистический комитет под руководством Н. А. Гурвич осуществлял в 60-80 гг. активную статистическую и издательскую деятельность.
До первой Всеобщей переписи населения Российской империи (1897) в Уфимской губернии и в городе Уфе были организованы три переписи населения (1865, 1879, 1886), которые назывались «Однодневное народоисчисление в Уфимской губернии». По программе (пол, возраст, национальность, вероисповедание, сословие, грамотность, образование), методическим установкам и по своей организации эти переписи отвечали всем требованиям статистической науки того времени. Перепись 1865 года по времени была второй в России, после Петербургской (1864 года).
Статистическая деятельность комитета не ограничивалась проведением только переписей населения. Направления статистических наблюдений были столь широки, что не укладывается в рамки функций и задач современной государственной статистической службы. В своем выступлении на губернском земском собрании в 1882 году Гурвич докладывал: «…до чего разнородны сведения, требуемые правительством от Статистических Комитетов и ими собираемые, и разрабатываемые — может убедиться всякий, кто даст себе труд заглянуть в Положение о Губернских Статистических Комитетах и затем в сами работы и дела Комитетов. Тут кроме всех отраслей статистики в тесном смысле, он найдёт и историю, и этнографию, и этнологию, и антропологию, и археологию; были примеры и лингвистических исследований, как например, по обращению к правительству господина Европеуса, собирались сведения о разных топографических названиях рек, озёр, ручьёв, гор и других урочищ, именно по изысканию лингвистики…»
Обязанности секретаря комитета были весьма разнообразны и ответственны. Он следил за своевременным получением срочных статистических данных и сведений, с помощью других членов комитета занимался их проверкой, обработкой и составлением необходимых таблиц и ведомостей, вел переписку по делопроизводству и финансовую отчетность комитета. Под его наблюдением и руководством находились все местные исследования, научная работа, издание трудов комитета в целом и отдельных ученых работ.
Под руководством Н. А. Гурвича было проведено очень много статистических и экономических исследований, опубликовано десятки, а по некоторым данным сотни работ по экономической, демографической и санитарной (социальной) статистике, по истории и этнографии местного края. Уфимский губернский статистический комитет, как и другие комитеты России, регулярно издавал «Списки населенных мест губернии», «Памятные книжки», «Адрес-календари». Все публикации комитета редактировались и готовились к печати секретарем.
Заслуживают особого внимания методологические разработки статистического комитета под авторством Н. А. Гурвич по демографической статистике, по статистике сельского хозяйства, по статистике цен.
Способы и методы сбора статистической информации во второй половине XIX века практически не изменились. При проведении переписей использовался экспедиционный метод сбора информации, в остальное время информацию доставляли добровольные корреспонденты, полицейские чины, исполнительные органы управления уездов, волостей, священнослужители. Губернский статистический комитет с его высоким статусом имел право требовать содействия в своей работе лиц, подчиненных губернскому начальству. Для местных статистических исследований, проверки и пополнения на местах первоначальных сведений, собираемых официальным путём, члены статистического комитета с разрешения губернатора могли выезжать в разные места губернии.
Штатного низового аппарата в уездах, тем более в волостях, у статистического комитета не было. В аппарате самого комитета в начале было три, позднее пять штатных работников — исполнителей статистических работ. Содержание аппарата и расходы на выполнение работ обходилось бюджету земства в 2000—2500 рублей серебром, из которых 750 рублей составляла годовое денежное вознаграждение секретаря комитета. Даже столь маленькие суммы были обременительны для местного бюджета. В первые годы введения в России земских учреждений, некоторые земства, включая и Уфимскую, ходатайствовали об освобождении земства от обязательного расхода на содержание статистических комитетов. Но система финансирования деятельности губернских статистических комитетов оставался неизменным до их ликвидации в 1918 году. При этом, некоторые расходы статистического комитета осуществлялись без оплаты. Все бумаги, как исходящие, так и входящие, передавались через почту бесплатно, как казённые пакеты. Статистическому комитету представлялось право на бесплатное печатание в губернской типографии необходимых для него бланков.
Для обработки, обобщения и анализа статистических данных привлекались добровольные исполнители из числа местной интеллигенции. Являясь постоянно действующими член-корреспондентами губернского статистического комитета, они принимали участие в формировании отчетных форм по макетам Центрального статистического комитета. Из сведений, собираемых в течение года или в определенные сроки, в комитете составлялись статистические таблицы по различным направлениям, статистические ведомости, прилагаемые к отчетам начальников губерний — губернаторов. Председателем комитета по-прежнему был сам губернатор, что свидетельствует о высоком статусе исполнительного и одновременно научного учреждения того времени. Будучи хорошим организатором, секретарь комитета Гурвич сумел привлечь к работе комитета наиболее видных местных исследователей: Р. Г. Игнатьева, В. С. и М. В. Лоссиевских, Г. С. Рыбакова, В. Л. Ольшевского, В. А. Новикова, П. И. Добротворского, А. А. Пекера, А. Б. Иваницкого и многих других.
Издававшиеся статистическим комитетом «Списки населенных мест Уфимской губернии», «Адрес-календари», «Памятные книжки», а также различные сборники и обзоры являются основными источниками по экономической истории края второй половины XIX века. Благодаря своему содержанию эти сборники высоко ценились и в то время. Например, в «Русской газете» в 1877 году был напечатан следующий отзыв о «Памятных книжках» Уфимской губернии: «…Состав памятных книжек Уфимской губернии давно уже обратил на себя внимание литературы, и нет сомнения, что памятные книжки Уфимской губернии в литературном отношении можно считать образцовыми. В то время, когда все вообще наши губернские памятные книжки печатают одни только списки чиновников и разные общеординарные и общеадминистративные сведения и распоряжения, памятные книжки Уфимской губернии дают читателям или жителям губернии крайне интересный материал: календарный, статистический, даже этнографический; затем общесправочные сведения — учебных заведений, почт, телеграфов, железных дорог и т. д. Материал этот, надо заметить, всегда прекрасно обработан и представляет интерес не только простых справочных сведений и не только исключительно для жителей Уфимского края, но и для всех вообще, как материал, имеющий иногда и ценность хороших исследований…» Весьма лестный отзыв о «Памятной книжке Уфимской губернии на 1878 год» (составленный В. А. Новиковым и Н. А. Гурвичем), дан в «Правительственном Вестнике». Там же была помещена небольшая выдержка из статистического отдела. Последняя «Памятная книжка Уфимской губернии», изданная Уфимским статистическим комитетом под редакцией Гурвича в 1891 году, состоит из 4 отделов: 1 — календарь, 2 — статистический, 3 — справочный, 4 — адрес-календарь. Особый интерес для исследователей представляет 2-й отдел, содержащий статистические сведения об Уфимской губернии за 1889—1890 годы: о земледелии и промышленности, средних ценах на хлеб и на рабочие руки, о скотоводстве, торговле, народных промыслах, народном просвещении и другие самые разнообразные сведения.
В связи с актуальностью сведений и в настоящее время статистический справочник «Список населенных мест Уфимской губернии за 1877 год» переиздан, но под другим наименованием. Книга, кроме перечня населённых пунктов, содержит историко-географическое и статистическое описания губернии. В описательном очерке даны сведения о населении, о начале пароходства на реке Белой и первые сведения об отправленных грузах, описание полезных ископаемых, материалы по истории народного образования и здравоохранения. Особенно подробно освещены вопросы демографической статистики. Приводится динамика численности населения по городам и уездам с 1781 года по 1871 год. Есть сведения о механическом и естественном движении населения. Очень любопытны сведения о помещиках и крепостных крестьянах (распределение их в местном крае по разрядам: государственные, удельные, помещичьи и заводские). По отдельным населённым пунктам в справочнике приводится сведения о числе дворов, численности населения, о наличии лечебных, учебных и духовных учреждений, о наличии торговых заведений, кустарных промыслов или заводов, о не земледельческих занятиях жителей.

### Первая Всеобщая перепись населения Российской империи 1897 года
Крупным мероприятием, которое организовал и провел губернский статистический комитет в 1897 году, было проведение первой и единственной Всеобщей переписи населения Российской империи. Итоги этой переписи опубликованы в двух томах «Общего свода итогов по империи…» и отдельных томах по губерниям, областям и 4 городам и Сахалину. Уфимской губернии посвящён XIV том, состоящий из двух тетрадей, изданных в 1901 и 1904 годах в Санкт-Петербурге.
Опубликованные в названных книгах итоги переписи 1897 года по Уфимской губернии полезны и актуальны при исследованиях историко-демографических вопросов местного края. В таблицах I тетради имеются сведения о пространстве губернии, о численности наличного и постоянного населения, распределения населения по полу и десятилетним возрастным группам, по одногодичным возрастным группам и грамотности по сословиям. Распределение населения по полу и десятилетним возрастным группам дано по каждому населённому пункту с числом жителей более 500 человек, остальные данные — поуездно с выделением городов. II тетрадь содержит краткую обзорную статью С.Плешко о населении губернии. Остальная часть публикации — таблицы со сведениями о главных и побочных занятиях населения, о распределении населения по родному языку, местных и не местных уроженцах, о лицах с физическими недостатками, подробные данные о семейном состоянии, о грамотности населения, религиозной принадлежности, сословном составе населения и т. д. Почти все сведения даются поуездно с выделением городов. Эта публикация, при всех недостатках переписи 1897 года, является важнейшей из всего наследства, доставшегося нам от органов государственной статистики прежнего времени.
Опубликованные итоги переписи 1897 года являются единственным источником данных о численности и составе населения России в конце XIX века. Однако, следует указать об особенностях этой переписи, существенных с точки зрения местных условий. Главными методологическими ошибками первой Всеобщей переписи 1897 года надо признать: а) подмену вопроса о народности, вопросом о родном языке, что особенно актуальна для многонациональной Уфимской губернии; б) нечеткое определение понятия «грамотность», из-за чего в составе башкирского и татарского населения число грамотных было сильно преувеличено (мнение Н. Н. Барсова).
По мнению Круковского и Обухова грамотность среди мусульманского населения на самом деле была очень высокая. Это объясняется тем, что духовное лицо (мулла) при вступлении на должность принимал на себя обязательства перед жителями населённого пункта (сел и деревень) учить их детей грамоте. Детей учили не только духовным, но и светским дисциплинам. Обучение велось на основе арабского письма.

## Деятельность в конце XIX — в начале XX веков
К началу 90-х годов XIX столетия задачи правительственной статистики в местном масштабе сводились в основном, к получению цифровых данных о так называемом «народном благосостоянии» данной губернии. Эти данные собирались губернскими статистическими комитетами через полицию, волостные правления и священнослужителей и ограничивались узким кругом суммарных итогов об основных сторонах народно-хозяйственной жизни. Деятельность и Уфимского губернского статистического комитета протекала по вышеописанной схеме. Комитет ограничивается разработкой и составлением текущих статистических отчетов, которые, как правило, служили приложением к отчетам губернаторов, и изданием «скромных», по сравнению аналогичных трудов предшественников, «адрес-календарей».
Уже в отчете о деятельности статистического комитета за 1892 год было записано следующее: «…издание „Памятных книжек“ по той форме и в том объёме, как это практиковалось статистическим комитетом до последнего времени, вызывало довольно значительный, по средствам комитета, расход… С другой стороны, „Памятные книжки“, по своему содержанию и по форме, не отвечали значению справочных для данного года книжек в строгом смысле этого слова, а являлись скорее сборниками различных сведений и статей, многие из которых могли и должны бы служить предметом отдельных самостоятельных изданий… Желая придать ежегодным изданиям последнего значения исключительно справочных, как по форме, так и по содержанию, Его Превосходительство, господин председатель, поручил секретарю комитета составить программу для издания на 1893 год календаря Уфимской губернии, применительно к программе последней изданной памятной книжки, но с исключением всего того, что не представляет более или менее общего интереса, увеличивает без нужды объём книжки и стоимость издания, а также ограничив отдел местной статистики, по возможности, лишь цифровым материалом, с тем при том, чтобы книжка заключала в себе не более 8-10 печатных листов мелкого шрифта, в формате обыкновенных карманных календарей, и чтобы стоимость издания не превышала, по возможности, 50 коп. за экземпляр…». Таким образом, былая заслуга «Памятных книжек», высоко отмеченная российскими популярными изданиями в 1877 году, в 1893 году было превращено в их недостаток.

## Секретари комитета
- Гурвич, Николай Александрович — 1864—1891;
- Озеров Н. А. — 1893—1897;
- Богданов В. А. — 1897—1904 ;
- Лобунченко А. П. — 1905—1911;
- Соловьев В. Н. — 1914—1917.

## Прекращение деятельности
Непосредственное знакомство будущих лидеров молодого Советского государства В. И. Ленина и А. Д. Цюрупы с деятельностью Уфимского губернского статистического комитета и оценочно-статистического отдела Уфимской губернской земской управы сыграла огромную решающую роль при подготовке декретов СНК РСФСР «О государственной статистике» (25.07.1918 г.) и «Положение о местных статистических органах» (№ 67 от 15.09.1918 г.). В соответствии с этими документами Уфимский губернский статистический комитет, как и остальные статистические комитеты в губерниях, был официально ликвидирован.
Формирование статистической службы молодого Советского государства производилось на базе статистических отделов земских управ. В Уфе на базе оценочно-статистического отдела Уфимской губернской земской управы было организовано Уфимское губернское статистическое бюро.

## Правопреемники
- 1918—1922 — Уфимское губернское статистическое бюро
- 1922—1930 — Центральное статистическое управление (ЦСУ) БАССР
- 1930—1932 — Сектор народно-хозяйственного учета Госплана БАССР
- 1932—1941 — Управление народнохозяйственного учета БАССР
- 1941—1948 — Управление статистики Уполномоченного Госплана СССР по БАССР
- 1948—1987 — Статистическое управление БАССР при Совете Министров БАССР
- 1987—1994 — Башкирское республиканское управление статистики Госкомитета статистике РСФСР
- 1994—2003 — Государственный комитет Республики Башкортостан по статистике
- 2003—2005 — Комитет государственной статистике Республики Башкортостан
- 2005 по настоящее время — Территориальный орган Федеральной службы государственной статистики по Республике Башкортостан